# Debito pubblico
Il debito pubblico è il debito dello Stato nei confronti di altri soggetti economici nazionali o esteri - quali individui, imprese, banche o Stati esteri - che hanno sottoscritto un credito allo Stato nell'acquisizione di obbligazioni o titoli di stato (in Italia BOT, BTP, CCT, CTZ e altri) destinati a coprire il fabbisogno monetario di cassa statale. È altresì il deficit pubblico esposto nel bilancio dello Stato, cumulato negli anni e sommato ai relativi interessi.

## Descrizione
Quando il debito, dello Stato o di privati, è contratto con soggetti economici di stati esteri, si parla di debito estero, mentre quando è contratto con soggetti economici interni allo stesso Stato si parla di debito interno: normalmente entrambe le componenti sono presenti, in misura variabile, all'interno del debito pubblico di uno Stato.
Anche altri soggetti pubblici (regioni, province, comuni, Stati federati ed enti pubblici vari) possono emettere titoli di credito rappresentativi del proprio debito, con circolazione dei titoli sia interna che estera. Il debito pubblico può essere dunque suddiviso in debito pubblico dell'amministrazione centrale e debito pubblico dell'amministrazione periferica (enti territoriali e enti locali).
La presenza di un debito nei conti pubblici impone, da parte dello Stato e/o degli enti pubblici locali e territoriali, oltre alla sua copertura finanziaria nei tempi e modalità di scadenza prestabilite dai titoli stessi (compresi gli interessi maturati, costituendo di fatto una delle voci di spesa pubblica), la necessità di tenere sotto controllo il debito pubblico per non cadere nella insolvenza sovrana ovvero nel fallimento dello Stato stesso, tipicamente:
- ricorrendo nel breve periodo a politiche di risanamento dei conti pubblici all'interno di politiche di bilancio pubbliche restrittive o di rigore (es. austerità) con abbattimento del deficit pubblico o creazione di avanzo primario (ad es. incrementando le entrate con l'aumento delle imposte o il recupero dell'evasione fiscale oppure con la riduzione della spesa);
- ricorrendo, nel medio-lungo periodo, a politiche di bilancio di tipo espansivo (ad es. immissione di liquidità o deficit spending) stimolando la crescita economica e relativo PIL con aumento del relativo gettito fiscale.

### Debito interno
Il debito interno si contrae quando lo Stato emette titoli di stato a favore degli acquirenti pari alla quantità di moneta corrisposta sulla quale emissione paga il valore nominale più gli interessi stabiliti dai mercati sugli stessi titoli di stato. Gli investitori possono esercitare un ruolo determinante nella politica economica degli Stati, in ragione degli stock di debito posseduti, tramite la compravendita di titoli all'asta pubblica o nel mercato secondario (per un rifinanziamento oppure per acquisire nuovi titoli di debito). In linea teorica un debito interno è preferibile a un debito estero in quanto i capitali investiti/prestati una volta restituiti possono tornare più direttamente all'interno del sistema economico del paese stimolando i consumi ovvero la domanda e quindi la crescita economica stessa.

### Insolvenza dei titoli di stato
Di solito i titoli di stato sono considerati titoli a basso rischio, equiparati pertanto alla moneta. Tuttavia storicamente non mancano casi di insolvenza sovrana: la Spagna dichiarò bancarotta 16 volte fra metà Ottocento ed il Novecento. Anche la Germania Ovest, per evitare il default, ottenne nel 1953 la cancellazione di metà del suo debito da parte di 21 Paesi occidentali, confermata poi nel 1990 dopo che la riunificazione tedesca avrebbe annullato la cancellazione di quarant'anni prima.
Il governo argentino, nell'ambito della sua crisi economica a cavallo degli anni 2000, ha rifiutato di pagare i detentori di titoli e ha cambiato moneta, togliendo al peso argentino corso legale. Con questo atto l'Argentina, rifiutandosi di pagare i vecchi creditori, ha dichiarato unilateralmente di aver azzerato il debito pubblico nella vecchia valuta. In realtà, l'Argentina è stata portata dai creditori di fronte ai tribunali internazionali (USA e Germania) e inoltre sta subendo un'azione mossa presso la Camera Arbitrale (ICSID) della Banca Mondiale. I bond (obbligazioni) argentini, a causa del default (cessazione dei pagamenti) decretato e ancora non risolto, non hanno avuto per qualche tempo accesso al mercato nelle borse internazionali, ma potevano essere trattati solo sul mercato nazionale, soggetto alla legislazione argentina. Sul mercato EuroTLX, accessibile agli investitori italiani, sono attualmente trattate 3 obbligazioni Argentine, due in Euro con scadenza nel 2038 e una in USD con scadenza nel 2038.
Nel 2012 la Grecia, durante la sua crisi economica, ha concordato con i rappresentanti di banche e istituzioni europee una "ristrutturazione" del debito consistente in un forte taglio al capitale e una dilazione delle scadenze.
Anche diverse istituzioni interne di vari stati (regioni, Stati federati, comuni, enti pubblici vari) si sono venute a trovare in situazioni di insolvenza, anche se il fatto che i creditori fossero in prevalenza cittadini del medesimo stato ha attenuato la rilevanza internazionale del problema.
Il tasso d'interesse dei titoli è uno degli indici più immediati per misurare la rischiosità percepita dagli investitori; un altro indice (comunque basato sul tasso di interesse) che misura la rischiosità relativa percepita, è il cosiddetto spread: esso infatti valuta la differenza di rendimento tra un titolo di stato di un paese, e un titolo di pari caratteristiche emesso da un altro paese, preso come riferimento.

### Rating
Le agenzie di rating al mondo forniscono le loro valutazioni sulla solidità finanziaria anche degli Stati, intese come capacità dello Stato in questione di ripagare o far fronte al proprio debito pubblico o equivalentemente il rispettivo rischio di credito, fornendo indici di maggiore o minore fiducia presi a riferimento dagli investitori nei confronti dell'emissione di titoli di stato del paese.

## Relazioni macroeconomiche

### Il rapporto debito/PIL

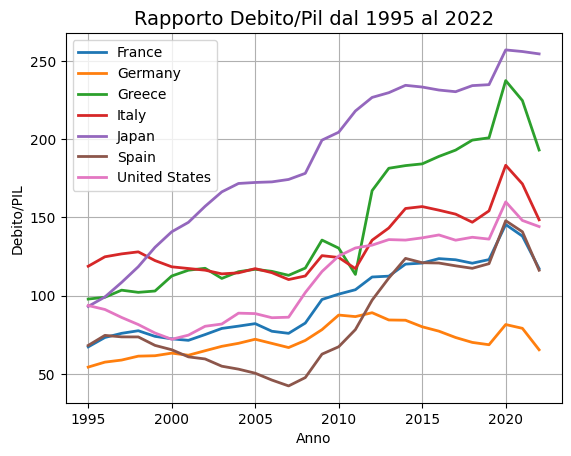
Debito pubblico in percentuale del PIL, evoluzione dal 1995 per Stati Uniti, Giappone e maggiori economie europee. Dati OECD.

Più che il valore assoluto del debito, un importante indice della solidità finanziaria ed economica di uno Stato (come prescritto anche nel caso del patto di stabilità e crescita vigente nell'Unione europea) è il rapporto tra il debito pubblico ed il prodotto interno lordo (PIL), in quanto il PIL in questo caso rappresenta un indice o parametro di quanto lo Stato è in grado di risanare il proprio debito pubblico tramite ad esempio imposizione fiscale e relativo gettito fiscale. In generale dunque uno Stato può avere un debito pubblico elevato, ma anche un PIL elevato (es. Stati Uniti) senza per questo incorrere in situazioni di pericolo finanziario ovvero rischio insolvenza: quello che importa è il rapporto e l'andamento reciproco delle due grandezze.
È da notare come il debito pubblico a cui fanno riferimento i parametri di Maastricht non contempla il cosiddetto debito pubblico implicito ovvero le promesse di spese future degli Stati membri per lo Stato sociale o spesa sociale (promesse riguardanti l'assistenza, la sanità, le regole e i requisiti per il pensionamento).
Con riferimento al rapporto tra il debito pubblico e il Prodotto interno lordo, ci sono quattro possibili situazioni in cui può trovarsi lo Stato in un determinato anno:
1. il tasso di crescita del PIL risulta minore del tasso di interesse dei titoli di Stato e c'è pure un disavanzo primario in rapporto al PIL, nel senso che le uscite dello Stato sono maggiori delle entrate in rapporto al PIL. In tal caso il rapporto debito/PIL tenderà a divergere ovvero ad aumentare all'infinito con forte rischio insolvenza nel medio-lungo termine.
2. il tasso di crescita del PIL n risulta maggiore del tasso di interesse dei titoli di Stato i, ma c'è ancora un disavanzo primario in rapporto al PIL. In tal caso il rapporto debito/PIL convergerà in modo decrescente verso un certo valore (che si dice "stato stazionario") se, e solo se, il rapporto debito/PIL iniziale è maggiore dello stato stazionario. In particolare, in tal caso, affinché il rapporto debito/PIL decresca, occorre che il PIL cresca a tal punto da rendere la differenza n-i sufficientemente grande e il disavanzo primario sia invece il più piccolo possibile. Se invece il rapporto debito/PIL iniziale è minore dello stato stazionario, il rapporto debito/PIL convergerà sempre verso lo stato stazionario, ma in modo crescente.
3. il tasso di crescita del PIL n risulta minore del tasso di interesse dei titoli di Stato i, ma non c'è un disavanzo primario ovvero le entrate sono più delle uscite. In tal caso il rapporto debito/PIL decrescerà annullandosi dopo un certo tempo se, e solo se, il rapporto debito/PIL iniziale è minore dello stato stazionario. In particolare, affinché il rapporto debito/PIL decresca, occorre che la differenza n-i sia sufficientemente piccola e che le entrate siano sufficientemente grandi. Se invece il rapporto debito/PIL iniziale è maggiore dello stato stazionario, il rapporto debito/PIL tenderà ad aumentare all'infinito con aumentato rischio insolvenza.
4. il tasso di crescita del PIL risulta maggiore del tasso di interesse dei titoli di Stato e c'è un avanzo primario per cui le entrate sono maggiori delle uscite. In tal caso il rapporto debito/PIL decrescerà rapidamente fino ad annullarsi, abbattendo il rischio insolvenza.

Rapporto tra debito pubblico e PIL in percentuale, secondo l'FMI, 2024.
>100%
>75–100%
>50–75%
>25–50%
0–25%
no dati

     >100%
     >75–100%
     >50–75%
     >25–50%
     0–25%
     no dati

### Debito pubblico e crescita economica
La maggior parte dei policy-makers sembra ritenere che il debito riduca la crescita economica. Si tratta di un'opinione in linea con i risultati di una fiorente letteratura empirica che mostra l'esistenza di una correlazione negativa tra debito pubblico e crescita economica. Tuttavia correlazione non implica necessariamente causalità, che potrebbe anche essere invertita. Il legame tra debito e crescita potrebbe infatti scaturire dal fatto che è la ridotta crescita economica a generare elevati livelli di debito pubblico, ad esempio per minor entrate statali dalla tassazione dei contribuenti a parità di spesa.
Ci si trova dunque in una situazione di feedback retroattivo positivo dove all'aumentare del debito diminuisce la crescita economica per effetto dell'aumentata tassazione (effetto spiazzamento) e al diminuire della crescita aumenta ancora il debito stesso per minor gettito fiscale dovuto al minor PIL. In linea di massima tende comunque a valere l'analisi del rapporto debito/PIL: se uno Stato ha un forte debito, ma anche un elevato PIL (es. Stati Uniti) il rischio di insolvenza è minore ovvero comunque relativo alle dimensioni delle due grandezze e al loro reciproco andamento.
Inoltre come appare evidente dalla Statica Comparata del Modello Classico se la propensione all'investimento da parte delle imprese è inferiore alla propensione marginale al risparmio e le persone sono più interessate a investire in titoli piuttosto che a lavorare per cui risulta soddisfatta la disequazione:
{\displaystyle (1)\quad I^{'}(r)(f^{''}(N)-S_{N})<sS_{r}f^{'}(N)}
allora una diminuzione della spesa pubblica fa decrescere il PIL e il numero di occupati mentre fa crescere il tasso di interesse, pertanto il rapporto Debito/PIL tende ad aumentare.
Viceversa un aumento della spesa pubblica fa crescere il PIL e il numero di occupati e fa decrescere il tasso di interesse, pertanto il rapporto Debito/PIL tende a diminuire.
Appare evidente pertanto che nell'ipotesi che risulti soddisfatta la disequazione (1) lo Stato prima di perseguire un'eventuale diminuzione della spesa pubblica dovrebbe compiere delle politiche di incentivazione all'investimento in economia reale e penalizzare la propensione marginale al risparmio in modo che la disequazione (1) non risulti soddisfatta.

## Contromisure

### Il finanziamento con tagli e imposte, e lo spiazzamento
La presenza di un debito pubblico all'interno del bilancio dello Stato pone il problema del controllo stretto sulla sua espansione e del relativo rischio di credito: tale processo di copertura parziale o totale di debito e relativi interessi è detto finanziamento del debito ed è comunque in dipendenza dell'andamento del rapporto debito/PIL per l'analisi vista sopra. Tipicamente questo avviene attraverso tagli alla spesa pubblica (es. spending review), tassazione dei contribuenti (cioè portando in attivo il bilancio annuale dello Stato) o con l'emissione di nuovi titoli di stato col rischio, in quest'ultimo caso, di alimentare le dimensioni del debito totale fino a richiedere nel tempo un aumento delle prime due misure o arrivare a una quota di titoli superiori alla domanda effettiva del mercato con aumentato rischio insolvenza su parte delle scadenze. L'esigenza di tenere sotto controllo l'espansione del debito pubblico ha quindi due principali motivazioni:
- La prima è di carattere finanziario e attiene alla difficoltà di finanziare il debito pubblico quando questo cresce troppo velocemente rispetto al PIL. Come in tutti i casi di prestito di denaro se il debito è elevato o cresce velocemente cala fisiologicamente la fiducia dei creditori nel riacquisire i propri capitali ceduti scoraggiando l'ulteriore credito con possibile effetto di mancata copertura del debito stesso da parte dello Stato; in queste condizioni, se cala la fiducia dei sottoscrittori dei titoli sulla capacità del debitore di pagare gli interessi e di restituire il capitale, il finanziamento del debito può avvenire allora solo corrispondendo interessi più elevati cioè offrendo rendimenti più alti dei titoli di Stato (vedi spread). Analogo aumento degli interessi avviene quando cresce la tassazione del risparmio, che diminuisce l'interesse netto che rimane al risparmiatore. La spesa per interessi aggrava dunque il deficit pubblico facendo ulteriormente aumentare il debito e può innescare un circolo vizioso in cui all'aumento vorticoso del debito corrisponde un aumento della spesa per interessi, del deficit e quindi in ultimo del debito pubblico stesso fino alla possibile dichiarazione di insolvenza del debito ovvero al fallimento.
- La seconda motivazione riguarda il cosiddetto "effetto spiazzamento". Se una parte dei redditi o risparmi privati finisce col finanziare il debito pubblico tramite imposizione fiscale, si sottraggono risorse ai consumi e agli investimenti privati, con conseguenze negative sulla crescita economica. È pur vero che queste somme sono distribuite ai detentori dei titoli (imprese, privati e banche) che in teoria possono tornare a prestare questo denaro per finanziare lo sviluppo, ma si deve considerare che la minor fiducia nell'emittente può indurre chi è tornato in possesso del proprio capitale a investire altrimenti.

In generale dunque per la riduzione della crescita del debito si può agire puntando sul risanamento dei conti pubblici ovvero alla riduzione del deficit pubblico attraverso politiche di bilancio pubblico di tipo restrittivo ovvero con tagli alla spesa pubblica e/o con un aumento delle entrate statali sotto forma di prelievo fiscale, maggiore recupero di denaro da evasione fiscale, privatizzazioni di enti e proprietà pubbliche, condoni ecc. In alternativa si può finanziare il debito con il debito ovvero con l'emissione di nuovi titoli di stato con l'inconveniente però di aumentarne il rendimento atteso dal finanziatore/investitore e quindi la spesa per interessi. In Italia tali provvedimenti economico-finanziari a tal fine sono specificati all'interno di documenti contabili-finanziari quali la legge finanziaria o espressi all'interno di programmi di più lunga durata come il DPEF.

## Nelle varie nazioni
Il debito pubblico del mondo è la somma del debito pubblico dei singoli paesi, espresso in dollari si aggira circa su 150.000 miliardi di dollari nel 2011.
I paesi con i maggiori debiti pubblici in rapporto al PIL sono in linea di massima i paesi più benestanti (Giappone, Canada, USA, paesi dell'Europa occidentale ed ora anche Brasile), per cui si può affermare che parte del loro benessere è finanziata dal resto del mondo e che il loro sviluppo economico è stato favorito dalla loro capacità di finanziarsi nel resto del mondo.

### Il debito pubblico in Italia
La spesa per gli interessi corrisposti ai detentori delle obbligazioni statali è detta "servizio del debito" e costa all'Italia circa 80 miliardi di euro annui. La spesa per interessi per il 2012 è pari a circa 86 miliardi di euro.
Il debito pubblico è quindi pari al valore nominale di tutte le passività lorde consolidate delle amministrazioni pubbliche (amministrazioni centrali, enti locali e istituti previdenziali pubblici). Il debito è costituito da biglietti, monete e depositi, titoli diversi dalle azioni, esclusi gli strumenti finanziari derivati, e prestiti.
Andamento del debito negli ultimi anni confrontato con il PIL (in milioni di €):
| Anno | Debito (MEuro) | PIL (MEuro) | % sul PIL |
| ---- | -------------- | ----------- | --------- |
| 2005 | 1.512.779      | 1.429.479   | 106,60%   |
| 2006 | 1.582.009      | 1.485.377   | 106,70%   |
| 2007 | 1.602.115      | 1.546.177   | 103,90%   |
| 2008 | 1.666.603      | 1.567.761   | 106,20%   |
| 2009 | 1.763.864      | 1.519.702   | 116,60%   |
| 2010 | 1.843.015      | 1.548.816   | 119,20%   |
| 2011 | 1.897.900      | 1.580.220   | 119,70%   |
| 2012 | 1.989.781      | 1.613.265   | 126,50%   |
| 2013 | 2.070.228      | 1.604.599   | 132,50%   |
| 2014 | 2.137.322      | 1.621.827   | 135,40%   |
| 2015 | 2.239.304      | 1.655.355   | 135,30%   |
| 2016 | 2.285.619      | 1.695.787   | 134,80%   |
| 2017 | 2.329.374      | 1.736.593   | 134,20%   |
| 2018 | 2.380.982      | 1.771.391   | 134,50%   |
| 2019 | 2.410.200      | 1.804.067   | 134,20%   |
| 2020 | 2.574.153      | 1.670.012   | 154,10%   |
| 2021 | 2.680.558      | 1.842.507   | 145,50%   |
| 2022 | 2.758.225      | 1.997.055   | 138,10%   |
| 2023 | 2.863.438      | 2.128.001   | 134,60%   |
| 2024 | 2.965.711      | 2.192.182   | 135,30%   |

Andamento mensile durante gli anni 2018, 2019, 2020, 2021, 2022, 2023 , 2024 e 2025 (in milioni di €):

In grassetto il dato record.
| Anno | Mese      | Debito    |
| ---- | --------- | --------- |
| 2018 | Gennaio   | 2.351.420 |
| 2018 | Febbraio  | 2.352.407 |
| 2018 | Marzo     | 2.368.714 |
| 2018 | Aprile    | 2.379.124 |
| 2018 | Maggio    | 2.393.182 |
| 2018 | Giugno    | 2.388.925 |
| 2018 | Luglio    | 2.408.128 |
| 2018 | Agosto    | 2.392.223 |
| 2018 | Settembre | 2.397.270 |
| 2018 | Ottobre   | 2.400.415 |
| 2018 | Novembre  | 2.410.127 |
| 2018 | Dicembre  | 2.380.947 |

| Anno | Mese      | Debito    |
| ---- | --------- | --------- |
| 2019 | Gennaio   | 2.421.134 |
| 2019 | Febbraio  | 2.420.794 |
| 2019 | Marzo     | 2.416.140 |
| 2019 | Aprile    | 2.430.470 |
| 2019 | Maggio    | 2.422.016 |
| 2019 | Giugno    | 2.444.021 |
| 2019 | Luglio    | 2.467.588 |
| 2019 | Agosto    | 2.464.234 |
| 2019 | Settembre | 2.441.293 |
| 2019 | Ottobre   | 2.448.381 |
| 2019 | Novembre  | 2.446.391 |
| 2019 | Dicembre  | 2.409.942 |

| Anno | Mese      | Debito    |
| ---- | --------- | --------- |
| 2020 | Gennaio   | 2.443.984 |
| 2020 | Febbraio  | 2.446.723 |
| 2020 | Marzo     | 2.433.624 |
| 2020 | Aprile    | 2.469.083 |
| 2020 | Maggio    | 2.509.998 |
| 2020 | Giugno    | 2.530.451 |
| 2020 | Luglio    | 2.560.023 |
| 2020 | Agosto    | 2.578.250 |
| 2020 | Settembre | 2.584.474 |
| 2020 | Ottobre   | 2.587.545 |
| 2020 | Novembre  | 2.588.651 |
| 2020 | Dicembre  | 2.572.757 |

| Anno | Mese      | Debito    |
| ---- | --------- | --------- |
| 2021 | Gennaio   | 2.606.333 |
| 2021 | Febbraio  | 2.643.339 |
| 2021 | Marzo     | 2.650.963 |
| 2021 | Aprile    | 2.680.739 |
| 2021 | Maggio    | 2.687.058 |
| 2021 | Giugno    | 2.696.570 |
| 2021 | Luglio    | 2.727.003 |
| 2021 | Agosto    | 2.736.551 |
| 2021 | Settembre | 2.708.896 |
| 2021 | Ottobre   | 2.712.694 |
| 2021 | Novembre  | 2.696.632 |
| 2021 | Dicembre  | 2.679.901 |

| Anno | Mese      | Debito    |
| ---- | --------- | --------- |
| 2022 | Gennaio   | 2.716.273 |
| 2022 | Febbraio  | 2.739.719 |
| 2022 | Marzo     | 2.759.657 |
| 2022 | Aprile    | 2.762.315 |
| 2022 | Maggio    | 2.759.235 |
| 2022 | Giugno    | 2.772.391 |
| 2022 | Luglio    | 2.771.395 |
| 2022 | Agosto    | 2.757.453 |
| 2022 | Settembre | 2.745.116 |
| 2022 | Ottobre   | 2.771.109 |
| 2022 | Novembre  | 2.765.112 |
| 2022 | Dicembre  | 2.762.908 |

| Anno | Mese      | Debito    |
| ---- | --------- | --------- |
| 2023 | Gennaio   | 2.757.581 |
| 2023 | Febbraio  | 2.778.094 |
| 2023 | Marzo     | 2.797.317 |
| 2023 | Aprile    | 2.820.288 |
| 2023 | Maggio    | 2.825.116 |
| 2023 | Giugno    | 2.855.532 |
| 2023 | Luglio    | 2.865.664 |
| 2023 | Agosto    | 2.847.204 |
| 2023 | Settembre | 2.851.060 |
| 2023 | Ottobre   | 2.874.306 |
| 2023 | Novembre  | 2.861.990 |
| 2023 | Dicembre  | 2.869.648 |

| Anno | Mese      | Debito    |
| ---- | --------- | --------- |
| 2024 | Gennaio   | 2.855.376 |
| 2024 | Febbraio  | 2.877.925 |
| 2024 | Marzo     | 2.900.383 |
| 2024 | Aprile    | 2.911.412 |
| 2024 | Maggio    | 2.924.558 |
| 2024 | Giugno    | 2.954.126 |
| 2024 | Luglio    | 2.951.010 |
| 2024 | Agosto    | 2.962.845 |
| 2024 | Settembre | 2.962.625 |
| 2024 | Ottobre   | 2.981.642 |
| 2024 | Novembre  | 3.005.633 |
| 2024 | Dicembre  | 2.966.597 |

| Anno | Mese      | Debito    |
| ---- | --------- | --------- |
| 2025 | Gennaio   | 2.981.154 |
| 2025 | Febbraio  | 3.023.802 |
| 2025 | Marzo     | 3.033.371 |
| 2025 | Aprile    | 3.063.453 |
| 2025 | Maggio    |           |
| 2025 | Giugno    |           |
| 2025 | Luglio    |           |
| 2025 | Agosto    |           |
| 2025 | Settembre |           |
| 2025 | Ottobre   |           |
| 2025 | Novembre  |           |
| 2025 | Dicembre  |           |

Composizione del debito negli ultimi anni.
| Anno | Debito    | Titoli Stato | Diversi |
| ---- | --------- | ------------ | ------- |
| 2005 | 1.512.779 | 1.213.031    | 299.748 |
| 2006 | 1.582.009 | 1.256.946    | 325.063 |
| 2007 | 1.598.975 | 1.288.578    | 310.397 |
| 2008 | 1.663.353 | 1.356.298    | 307.055 |
| 2009 | 1.761.191 | 1.446.133    | 315.058 |

Può essere interessante osservare sia la crescita negli anni dei Titoli di Stato sia l'allungamento della loro durata. (miliardi di Lire, l'ammontare è indicato in Lire anche per gli anni in cui è entrato in vigore l'Euro)
| Anno | Debito (Lire) | Vita Media |
| ---- | ------------- | ---------- |
| 1982 | 232.328       | 1,13       |
| 1983 | 314.652       | 1,56       |
| 1984 | 391.603       | 2,58       |
| 1985 | 504.371       | 3,54       |
| 1986 | 604.211       | 3,88       |
| 1987 | 697.292       | 3,64       |
| 1988 | 805.505       | 3,09       |
| 1989 | 917.649       | 2,55       |
| 1990 | 1.043.248     | 2,57       |
| 1991 | 1.180.600     | 2,96       |
| 1992 | 1.332.932     | 2,96       |
| 1993 | 1.528.561     | 3,33       |
| 1994 | 1.781.074     | 4,69       |
| 1995 | 1.700.060     | 4,53       |
| 1996 | 2.016.967     | 4,49       |
| 1997 | 2.054.070     | 4,74       |
| 1998 | 2.107.753     | 5,15       |
| 1999 | 2.133.866     | 5,63       |
| 2000 | 2.158.084     | 5,73       |
| 2001 | 2.217.298     | 5,87       |
| 2002 | 2.213.033     | 5,56       |
| 2003 | 2.240.605     | 6,05       |
| 2004 | 2.293.016     | 6,43       |
| 2005 | 2.348.757     | 6,56       |
| 2006 | 2.433.788     | 6,77       |
| 2007 | 2.495.034     | 6,85       |
| 2008 | 2.625.984     | 6,82       |
| 2009 | 2.800.105     | 7,07       |

Oltre al forte indebitamento dello Stato, il 2010 ha segnato i massimi storici per l'indebitamento degli enti locali (Comuni e Province), con un debito pro-capite di 1300 euro pari al 3,9% del PIL. Gli enti locali sono ammessi alla rinegoziazione dei debiti (legge n. 539 del 1995, art. 5). Restano invece esclusi dai benefici della Bersani-bis e del Decreto fiscale del luglio 2009, limitati alle persone fisiche e ai mutui per la prima casa: anticipate estinzioni senza penali, surroga a costi zero, e relative penali per le banche che ostacolano l'esercizio di tale diritto.
I titoli di stato sono oggetto di giudizio da parte delle agenzie di rating. l'Italia è stata declassata nell'ottobre 2006 perdendo la sua doppia AA dall'agenzia di rating Standard&Poor's che ha abbassato la sua valutazione da AA- ad A+. Dopo quattro anni e mezzo di tregua, nel maggio 2011, il rating italiano torna sotto la lente delle agenzie: Standard & Poor's modifica le prospettive della A+ da stabili a negative. Infine, nel settembre 2011 Standard & Poor's taglia il rating dell'Italia da A+ ad A. in vista di una nuova emissione di BOT e CCT.

#### La struttura del debito pubblico in Italia
Il debito pubblico italiano, pari a 1.843,015 miliardi di euro nel 2010 (superando i 2.000 miliardi all'inizio del 2013), era composto per oltre tre quarti da passività a medio lungo termine (1.418,737 miliardi), quasi completamente a tasso fisso. La vita residua media del debito pubblico italiano è di 7,8 anni. Inoltre, il 46,15% del debito pubblico è detenuto dalla Banca d'Italia o da istituzioni finanziarie italiane. Il 9,58% è posseduto da altri residenti, mentre il restante 44,27% è allocato all'estero. Tuttavia la parte di debito allocato all'estero è in costante, anche se lenta, crescita.

### Il debito pubblico in Argentina
L'Argentina, a seguito dell'impugnazione del suo debito, ha istituito una particolare modalità di finanziamento del debito pubblico, con la quale emette dei titoli di debito più complessi dei tradizionali bond. Si tratta di warrant, che pagano l'interesse soltanto se la crescita del PIL misurata a fine anno (e non quella prevista) supera il 4,2%: il capitale, come per i normali titoli di Stato, è garantito al 100%, mentre non lo è la quota interessi ma questo impegno vale solo nella misura in cui lo Stato, come appunto fece la stessa Argentina, non dichiara default (cessazione dei pagamenti). In questo modo l'andamento del debito pubblico è legato alla crescita della ricchezza reale della nazione e si dovrebbe evitare quanto accadeva in passato, quando lo Stato doveva contrarre debiti non per poter effettuare investimenti produttivi che avrebbero arricchito il Paese, ma per ripagare i detentori di titoli quando le tasse sul reddito prodotto da cittadini e imprese non fornivano un gettito sufficiente allo scopo.
Si deve anche considerare che troppo spesso i finanziamenti produttivi, ovvero destinati agli investimenti e allo sviluppo, sono stati dirottati verso la copertura del deficit pubblico stesso, inteso come spesa corrente dello Stato, innescando un circolo vizioso. L'Argentina a tutt'oggi mantiene lo status di default, è stata estromessa dai mercati finanziari internazionali, è stata condannata per comportamento doloso, avendo occultato le sue riserve prima di dichiarare default (essa mantiene oltre 150 miliardi di dollari all'estero).
Recentemente l'Argentina ha dichiarato un altro default sui titoli INDEC di cui sopra tramite un'abile manipolazione dell'indice di riferimento dei prezzi su cui sono calcolate le cedole: così il paese è riuscito a pagare lo 0,5% sui titoli, un rendimento di fatto negativo che riduce in pratica il capitale investito dai risparmiatori.

### Il debito pubblico in Cina
Secondo i dati della Banca dei Regolamenti Internazionali, a fine 2022 il debito pubblico cinese ha raggiunto la cifra di 51.870 miliardi di dollari, pari al 295% del Pil nazionale: il dato più alto mai registrato dal 1995 ad oggi per la nazione asiatica.

### Il debito pubblico in Germania
Il debito pubblico della Germania è il quattordicesimo dell'Unione europea, stimato del 59,8% del PIL secondo Eurostat (dati aggiornati al 2019).

### Il debito pubblico in Giappone
Il debito pubblico del Giappone è previsto in crescita fino a un nuovo livello record di 13.500 miliardi di dollari, a causa degli sforzi per la ricostruzione post-terremoto. Il rapporto debito pubblico/prodotto interno lordo del Giappone è il più alto del mondo, nel 2022 è stato stimato a circa il 264% del PIL.

### Il debito pubblico in Spagna
In Spagna i titoli di debito pubblico si possono acquistare direttamente sul sito web del Ministero del Tesoro o presso la Banca di Spagna, risparmiando così i costi di intermediazione delle banche commerciali private e conseguendo un rendimento netto più elevato. Per il 2023 è prevista un'emissione lorda di 84.3 mila miliardi di euro.
Secondo Banca di Spagna, il debito pubblico spagnolo a dicembre 2022 era di circa del 116% del PIL.

### Il debito pubblico negli Stati Uniti d'America
Il debito pubblico USA, al 28 febbraio 2011 aveva raggiunto la cifra di 14.194,76 miliardi di dollari, massimo storico assoluto, con un aumento, nei precedenti tre anni, al ritmo di 1.000 miliardi di dollari ogni sette mesi circa. Ha raggiunto (e superato, nonostante politiche di bilancio restrittive) i 15.000 miliardi nel marzo 2013 ed i 14.000 miliardi il 31/12/2010; in precedenza era arrivato a 13.000 miliardi il 01/06/2010. Uno studio a lungo termine del debito pubblico USA da parte dell'Ufficio Bilancio del Congresso USA prevedeva per gli anni da venire una crescita così spropositata che si può arrivare a parlare di pericolo di bancarotta per gli USA.
Da notare che le cifre sopramenzionate si riferiscono al solo debito federale, con l'esclusione dell'ingente debito locale (municipale, contee e singoli stati).
Il 12 luglio 2011 il presidente degli Stati Uniti Barack Obama dichiarò in un'intervista a Cbs News che non poteva garantire che i pensionati avrebbero ricevuto gli assegni della pensione dopo il 3 agosto se democratici e repubblicani non trovavano un accordo per alzare il tetto del debito nelle prossime settimane. Al 25 luglio 2011 non era ancora stata trovata una soluzione all'interno del Congresso, poiché le posizioni dei democratici e repubblicani rimanevano fermamente contrapposte: i primi avrebbero visto come soluzione temporanea l'aumento delle imposte derivate da redditi elevati; i secondi vedevano come via maestra il taglio della spesa pubblica. Di fatto, una mancata soluzione avrebbe portato al superamento in tempi molto brevi della soglia massima d'indebitamento, allora stabilita per legge a 14.294 miliardi di dollari, ponendo gli USA dinanzi a un sostanziale rischio di default come mai prima d'ora. All'ultima data utile per un accordo (2 agosto 2011) l'accordo fu trovato.
Da segnalare inoltre che nei giorni precedenti alla scadenza del 2 agosto il governatore dello Stato del Minnesota, Mark Dayton, aveva ufficialmente dichiarato il default dello Stato federato (anche chiamato dal popolo americano Shut Down, chiusura). In conseguenza al default, più di 22.000 dipendenti pubblici s'erano ritrovati senza stipendio e musei, zoo, parchi e anche autostrade erano state chiuse per mancanza di fondi. Il Congresso nei giorni precedenti alla scadenza del 2 agosto cercò soluzioni che potessero aumentare la liquidità del Minnesota in modo tale da uscire dalla situazione di "Shut Down". Il 1º agosto 2011 Il Presidente degli Stati Uniti Barack Obama affermò con un comunicato delle 20:40 che i leader dei partiti in entrambe le camere avevano raggiunto l'accordo per scansare il rischio default. L'accordo prevedeva un aumento del tetto massimo del debito pubblico pari a una cifra che nei mesi seguenti potrà raggiungere i 2.500 miliardi di dollari, e tagli alla spesa pubblica per somme equivalenti ai sopracitati aumenti della soglia di indebitamento. Il 6 agosto 2011, l'agenzia di rating Standard & Poor's annunciò il taglio della valutazione sul debito USA da AAA ad AA+, con possibilità di altri tagli nei mesi a seguire. È il primo caso di taglio del rating del debito USA nella storia.

### Il debito pubblico in Svizzera
In quanto stato federale, la Svizzera conosce tre livelli di indebitamento pubblico: federale, cantonale e comunale. Per "debito pubblico" si intende quindi la somma dei debiti dell'amministrazione federale, dei 26 cantoni e dei 2596 comuni.
Al 2021, secondo i dati del FMI, il debito pubblico della confederazione svizzera ammontava al 13,8% del PIL, risultando tra le nazioni meno indebitate al mondo.

#### Storia

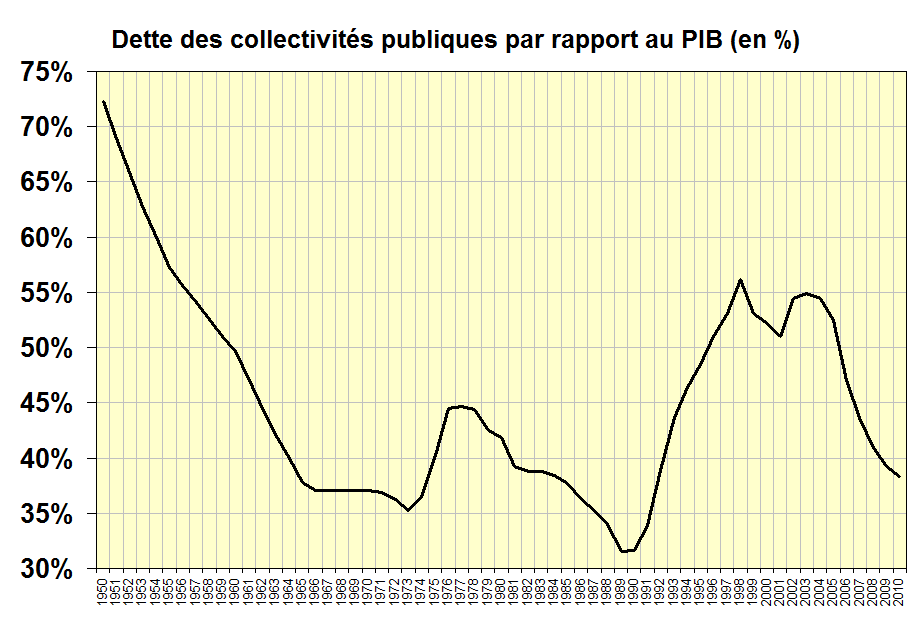
Debito pubblico svizzero (Confederazione, cantoni e comuni) in rapporto al PIL dal 1950 al 2010

Nel 1945 l'economia svizzera si trovava in una condizione invidiabile: non aveva subito devastazioni, aveva un apparato industriale intatto e disponeva (unico paese insieme con gli Stati Uniti) di una valuta stabile e liberamente convertibile. Il conflitto mondiale, tuttavia, aveva privato la Svizzera dei suoi tradizionali mercati esteri e il clima d'assedio (soprattutto dopo la capitolazione della Francia nel 1940) aveva duramente condizionato anche l'economia elvetica, quasi impossibilitata a commerciare con il campo degli Alleati. Nel 1945 il debito pubblico elvetico sfiorava il 75% del PIL.
Fortunatamente gli anni che seguirono (dal 1946 fino al 1973) furono caratterizzati da alti tassi di crescita economica in tutto il continente e il debito pubblico venne ridotto, entro il 1972, al 33% del PIL svizzero. In seguito alla crisi petrolifera, il debito ricominciò a crescere sino al 45% del PIL. Negli anni seguenti l'economia elvetica ha conosciuto un nuovo ciclo favorevole, trainata soprattutto dal settore dei servizi (i cui addetti sono passati dal 36,9% della popolazione attiva nel 1950 al 53,4% del 1980). La crescita economica e l'incremento del PIL hanno permesso di riportare il debito pubblico al 32% del PIL nel 1990.

#### Il freno all'indebitamento nella Confederazione elvetica

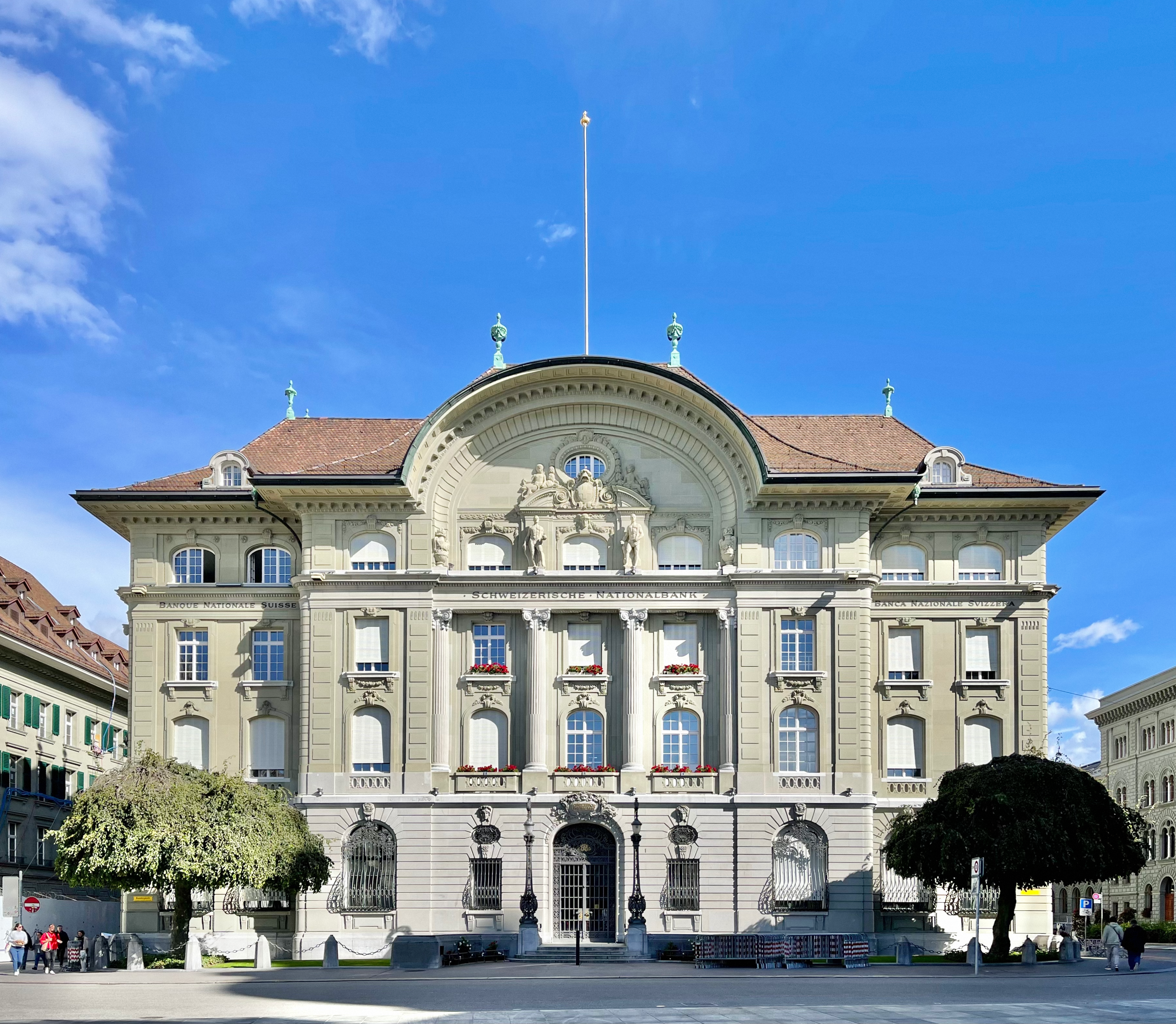
La sede della Banca Nazionale Svizzera a Berna sulla Piazza federale. La BNS emette le obbligazioni della Confederazione e i prestiti, ne regola i pagamenti, consiglia il DFF e investe temporaneamente gli averi della Confederazione

Negli anni novanta il debito pubblico svizzero ha ricominciato a salire. Nel 1990 rappresentava il 29,9% del PIL, nel 2000 il 49,9% e nel 2004 il 53%. In termini assoluti, nel 2004 il debito pubblico svizzero (suddiviso fra Confederazione, Cantoni e Comuni) era pari a 239 miliardi di franchi svizzeri (159 miliardi di euro), di cui 130 imputabili alla Confederazione. Il "servizio del debito" costava annualmente alle casse pubbliche elvetiche 7 miliardi di franchi (4,6 miliardi di euro). Tra i fattori che hanno portato all'aumento del debito pubblico elvetico, il Dipartimento federale delle finanze (DFF) cita i deficit dei conti finanziari (durante la lunga crisi degli anni novanta), ma anche il risanamento (con la trasformazione in aziende pubbliche) de La Posta Svizzera (conclusosi il 1º gennaio del 1998) e delle Ferrovie Federali Svizzere (ultimato il 1º gennaio del 1999), nonché il necessario risanamento delle casse pensioni dei dipendenti di FFS, Posta e Confederazione.
Nel 2001 il parlamento, visto il messaggio del Consiglio Federale del 5 giugno 2000, ha approvato il decreto federale sul freno all'indebitamento (sottoposto a referendum obbligatorio in quanto modifica costituzionale). Il 2 dicembre del 2001, in seguito alla votazione popolare, è stato approvato dall'84,7% dei votanti e da tutti i cantoni. Il meccanismo, adottato a livello federale, è basato sull'accantonamento delle eccedenze negli anni di alta congiuntura, in modo da finanziare spese pubbliche straordinarie nei momenti di crisi. Questo meccanismo ha permesso alla Confederazione, per esempio, di accumulare eccedenze fra il 2001 e il 2008 (anno in cui l'economia svizzera è cresciuta del 3,3%) e di varare spese straordinarie per far fronte alla grande recessione (quando sono stati spesi, fra il gennaio 2009 e il gennaio 2010, 2,2 miliardi di franchi supplementari per rilanciare l'economia e mantenere elevata la spesa nella ricerca e sviluppo).
Con il referendum del 2 dicembre 2001 venne quindi introdotto nella Costituzione svizzera un nuovo articolo, l'Art. 126, che nel dettaglio prevedeva:
1. La Confederazione equilibra a lungo termine le sue uscite ed entrate.
2. L'importo massimo delle uscite totali da stanziare nel preventivo dipende dalle entrate totali stimate, tenuto conto della situazione economica.
3. In caso di fabbisogno finanziario eccezionale l'importo massimo di cui al capoverso 2 può essere aumentato adeguatamente. L'Assemblea federale decide in merito all'aumento conformemente all'articolo 159 capoverso 3 lettera c.
4. Se le uscite totali risultanti dal conto di Stato superano l'importo massimo di cui ai capoversi 2 o 3, le uscite che eccedono tale importo sono da compensare negli anni successivi.
5. La legge disciplina i particolari.[39][40][41]

A partire dal 2005 il debito pubblico svizzero è stato ridotto grazie agli sforzi congiunti di Confederazione, Cantoni e Comuni. Nel 2005 il debito ha toccato il suo massimo: 244 miliardi di franchi, pari al 52,6% del PIL. Nel 2006 è sceso a 231,3 miliardi (47,2%), nel 2007 a 226,9 (43,6%), nel 2008 a 223,7 miliardi (41,3%) nel 2009 a 208,9 miliardi (38,8%). Nel 2010, mentre l'economia svizzera era in ripresa dopo la crisi, vi è stata un'ulteriore riduzione del debito pubblico a 199,5 miliardi, pari al 38,2% del PIL. Il "freno all'indebitamento" si è quindi dimostrato un meccanismo efficace per scongiurare l'indebitamento eccessivo (in cinque anni il debito pubblico è stato ridotto del 20%), ma sufficientemente elastico per garantire - in casi eccezionali - una spesa pubblica elevata.
Andamento del debito pubblico svizzero negli ultimi anni confrontato con il PIL (in milioni di franchi):
| Anno | Debito  | PIL     | % sul PIL |
| ---- | ------- | ------- | --------- |
| 2005 | 244.000 | 463.799 | 52,6%     |
| 2006 | 231.300 | 490.544 | 47,2%     |
| 2007 | 226.900 | 521.100 | 43,6%     |
| 2008 | 223.700 | 544.195 | 41,3%     |
| 2009 | 208.900 | 535.282 | 38,8%     |
| 2010 | 199.500 | 546.244 | 38,2%     |

## Crisi del debito degli Stati sovrani dell'eurozona
Tra il 2010 e il 2011 nell'ambito della grande recessione si è conosciuto l'allargamento della crisi ai debiti sovrani e alle finanze pubbliche di molti paesi (in larga misura gravati dalle spese affrontate nel sostegno ai sistemi bancari, senza penalizzarli per esser stati una delle maggiori cause della crisi), soprattutto dell'eurozona, che in alcuni casi hanno evitato l'insolvenza sovrana (Portogallo, Irlanda, Grecia, Cipro), grazie all'erogazione di ingenti prestiti (da parte di FMI e soprattutto UE), denominati "piani di salvataggio", volti a scongiurare possibili default e alla realizzazione nell'Unione europea del cosiddetto fondo salva-stati.
Si noti che i salvataggi degli Stati in difficoltà non sono stati generosi regali, ma hanno comportato severissime misure di fiscalità e riduzioni di spese interne in corrispettivo della concessione dei prestiti, prestiti che pure sono stati comunque concessi a tassi elevati e non a costi simbolici. Solo la Slovenia ha rifiutato i prestiti per l'eccessività delle condizioni imposte ed è riuscita a risolvere internamente il problema. Ma il problema sembra porsi anche per altri Stati, come la Polonia e l'Ungheria, senza esser ancora del tutto risolto per la Spagna e l'Italia, la quale del resto è riuscita a risolvere al proprio interno il problema (come dopo essa la Slovenia), senza prestiti esteri, ottenendo anzi a fine maggio 2013 il riconoscimento della propria correttezza nei conti pubblici con la chiusura della procedura di infrazione UE per deficit eccessivo, in sospeso restando il problema della riduzione dell'eccessiva entità del debito pubblico italiano, rinviato al prossimo futuro.

### I derivati dello Stato italiano
La gestione del debito pubblico può essere influenzata dall'utilizzo di strumenti finanziari derivati. A fronte di tal possibilità vi sono le regole contabili dell'ESA ed altre disposizioni regolamentari volte ad evitare che i derivati incidano sulla procedura per deficit eccessivo prevista dal Trattato di Maastricht. In ogni caso, numerose preoccupazioni assistono l'operatività in derivati che gli Stati sovrani pongono in essere nei mercati over the counter.
La stampa specializzata ha sollevato tale questione, cui ha prontamente risposto il Ministero dell'economia e delle finanze.
Nel dicembre 2020, la quota di titoli di debito pubblico detenuti dagli istituti di credito di Italia, Spagna e Portogallo ha raggiunto il massimo storico dal 2008.